# Linnea Wallsten
 Linnea Wallsten, née le 14 juin 1996 à Stockholm, est une joueuse de squash représentant la Suède. Elle est deux fois championne de Suède en 2013 et 2016.

## Palmarès

### Titres
- Championnats de Suède : 2 titres (2013, 2016)